# Wang Zheng
Wang Zheng (n. 14 decembrie 1987, Xi'an, Republica Populară Chineză) este o aruncătoare de ciocan ce a reprezentat Republica Populară Chineză, medaliată olimpică. A participat la 3 ediții ale Jocurilor Olimpice (2008, 2016, 2020) în care a câștigat o medalie de argint.